# Matías Sepúlveda
Matías Ignacio Sepúlveda Méndez (* 12. März 1999 in Santiago) ist ein chilenischer Fußballspieler auf der Position eines Mittelfeldspielers.

## Karriere

### Verein
Matías Sepúlveda wurde in einem Supermarkt von Verantwortlichkeiten des CSD Colo-Colo entdeckt und spielte in der Jugend bis zu seinem Wechsel in die Jugend des CD O’Higgins. Dort debütierte er 2016 in der Profimannschaft und entwickelte sich zum Stammspieler. Zur Saison 2022 wechselte er zu Audax Italiano. Nach zwei Jahren lief sein Vertrag aus, woraufhin er ablösefrei bei Universidad de Chile unterschrieb. Mit La U gewann der Mittelfeldspieler die Copa Chile 2024, nachdem der Meistertitel knapp verfehlt worden war.

### Nationalmannschaft
Sepúlveda gewann mit der U20-Nationalmannschaft die Goldmedaille bei den Südamerikaspielen 2018 in Bolivien. Im Juni 2025 stand er bei den Qualifikationsspielen zur Weltmeisterschaft 2026 gegen Argentinien und Bolivien im Kader der A-Nationalmannschaft, kam jedoch nicht zu seinem Debüt.

## Erfolge
Universidad de Chile
- Chilenischer Pokalsieger: 2024

Chile U20
- Südamerikaspiele: Goldmedaille 2018